# Atletismo nos Jogos Pan-Americanos de 1959 - 5000 m masculino
A prova dos 5000 m masculino nos Jogos Pan-Americanos de 1959 foi realizada em Chicago, Estados Unidos.

## Medalhistas
| Ouro                              | Prata                        | Bronze               |
| Bill Dellinger USA Estados Unidos | Osvaldo Suárez ARG Argentina | Doug Kyle CAN Canadá |

## Resultados
| Posição           | Nome            | Nacionalidade      | Tempo   | Notas |
| ----------------- | --------------- | ------------------ | ------- | ----- |
| Medalha de ouro   | Bill Dellinger  | USA Estados Unidos | 14:28.4 |       |
| Medalha de prata  | Osvaldo Suárez  | ARG Argentina      | 14:28.6 |       |
| Medalha de bronze | Doug Kyle       | CAN Canadá         | 14:33.0 |       |
| 4                 | Alfredo Tinoco  | MEX México         | 14:43.8 |       |
| 5                 | George De Peana | GUY Guiana         | 14:57.0 |       |
| 6                 | Eligio Galicia  | MEX México         | N/D     |       |
| 7                 | Domingo Amaisón | ARG Argentina      | 15:03.0 |       |
| 8                 | Ricardo Vidal   | CHI Chile          | N/D     |       |